# هربرت كوري
هربرت كوري (بالإنجليزية: Sir James Cory, 1st Baronet)‏ هو سياسي بريطاني (وحمل سابقاً جنسية المملكة المتحدة لبريطانيا العظمى وأيرلندا)، ولد في 2 فبراير 1857، وتوفي في 2 فبراير 1933. حزبياً، نشط في حزب المحافظين. في الانتخابات الفرعية في مجلس العموم البريطاني ‏، انتخب عضو برلمان المملكة المتحدة الـ30 عن دائرة Cardiff (UK Parliament constituency) ‏ (12 نوفمبر 1915 – 25 نوفمبر 1918) وفي الانتخابات العمومية البريطانية 1918 ‏، انتخب عضو برلمان المملكة المتحدة الـ31 عن دائرة Cardiff South (UK Parliament constituency) ‏ (14 ديسمبر 1918 – 26 أكتوبر 1922) وفي الانتخابات العامة في المملكة المتحدة 1922 ‏، انتخب عضو برلمان المملكة المتحدة الـ32 عن دائرة Cardiff South (UK Parliament constituency) ‏ (15 نوفمبر 1922 – 16 نوفمبر 1923).